# Puig de Batalla (Rupit i Pruit)
El Puig de Batalla és una muntanya de 1.119 metres que es troba al municipi de Rupit i Pruit, a la comarca d'Osona.